# Коулвілл (Айова)
Коулвілл (англ. Coalville) — переписна місцевість (CDP) в США, в окрузі Вебстер штату Айова. Населення — 651 особа (2020).

## Географія
Коулвілл розташований за координатами 42°26′24″ пн. ш. 94°6′57″ зх. д. / 42.44000° пн. ш. 94.11583° зх. д. (42.440137, -94.115788).  За даними Бюро перепису населення США в 2010 році переписна місцевість мала площу 5,85 км², з яких 5,66 км² — суходіл та 0,19 км² — водойми.

## Демографія
Згідно з переписом 2010 року, у переписній місцевості мешкало 610 осіб у 267 домогосподарствах у складі 173 родин. Густота населення становила 104 особи/км².  Було 289 помешкань (49/км²).
Расовий склад населення:
| - 92,8 % — білих - 1,6 % — чорних або афроамериканців - 0,5 % — корінних американців - 0,2 % — азіатів |

До двох чи більше рас належало 4,6 %. Частка іспаномовних становила 3,1 % від усіх жителів.
За віковим діапазоном населення розподілялося таким чином: 23,6 % — особи молодші 18 років, 61,6 % — особи у віці 18—64 років, 14,8 % — особи у віці 65 років та старші. Медіана віку мешканця становила 42,6 року. На 100 осіб жіночої статі у переписній місцевості припадало 101,3 чоловіків;  на 100 жінок у віці від 18 років та старших — 104,4 чоловіків також старших 18 років.
Середній дохід на одне домашнє господарство  становив 52 540 доларів США (медіана — 41 875), а середній дохід на одну сім'ю — 49 958 доларів (медіана — 50 074). За межею бідності перебувало 27,7 % осіб, у тому числі 49,0 % дітей у віці до 18 років та 7,6 % осіб у віці 65 років та старших.
Цивільне працевлаштоване населення становило 289 осіб. Основні галузі зайнятості: освіта, охорона здоров'я та соціальна допомога — 24,6 %, науковці, спеціалісти, менеджери — 14,2 %, роздрібна торгівля — 12,1 %, виробництво — 11,8 %.